# Martín Sastre

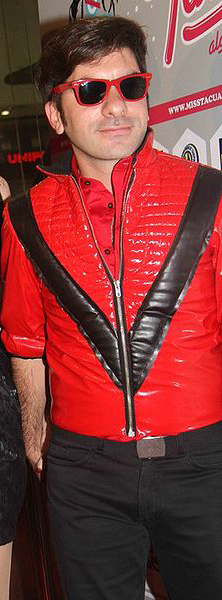
Martín Sastre

Martín Sastre (* 13. Februar 1976 in Montevideo, Uruguay) ist ein uruguayischer Medienkünstler, der mit Film, Video, Bildhauerei, Fotografie und Zeichnungen arbeitet.
Sastre wuchs in seiner Geburtsstadt auf. 2002 kam er mit Hilfe eines Stipendiums der Fundación Carolina nach Madrid. Dort entstand mit den Kurzfilmen der Iberoamerikanischen Trilogie (La Trilogía Iberoamericana) seine bekannteste Arbeit, die auch in Deutschland gezeigt wurde.
2003 gründete er die Martin Sastre Foundation for the Super Poor Art. Unter dem Slogan Adoptiere einen lateinamerikanischen Künstler versucht die Stiftung seither, Sponsoren für unbekannte Künstler in Lateinamerika zu finden. 2004 wurde Sastre bei der renommierten Kunstmesse ARCO in Madrid dem ersten Preis für den besten jungen Künstler ausgezeichnet. Im gleichen Jahr wurde er mit seinem Video Bolivia 3: Confederation Next eingeladen, Uruguay auf der Biennale von São Paulo zu vertreten.
Während der Biennale von Venedig 2005 veröffentlichte er seine Arbeit Diana: The Rose Conspiracy, in der er vorgibt, die 1997 tödlich verunglückte Diana von Wales lebend in Montevideo entdeckt zu haben. Ebenfalls 2005 holte er mit der Unterstützung des Goethe-Instituts und der ACC Galerie des Autonomen Cultur Centrums Weimar drei Studenten der Bauhaus-Universität Weimar nach Uruguay, die dort im Rahmen des Programms „Be a Latin American Artist“ mit einem Stipendium von 100 US-Dollar pro Monat überleben mussten.